# Семілеро бразильський
Семілеро бразильський (Amaurospiza moesta) — вид горобцеподібних птахів родини кардиналових (Cardinalidae).

## Поширення
Поширений на північному сході Аргентини, південному сході Бразилії та на сході Парагваю. Мешкає в атлантичному лісі в низинах і горах до 1600 метрів над рівнем моря.

## Опис
Дрібний птах, розміром близько 11 см. Самець має тьмяне блакитно-чорне оперення, а самиця має світло-коричневі груди, а крила темно-коричневі та світло-сірі. Дзьоб світло-сірий.

## Спосіб життя
Основу раціону складає насіння бамбука, а також живиться комахами і іншим насінням.